# Prohibición del velo integral

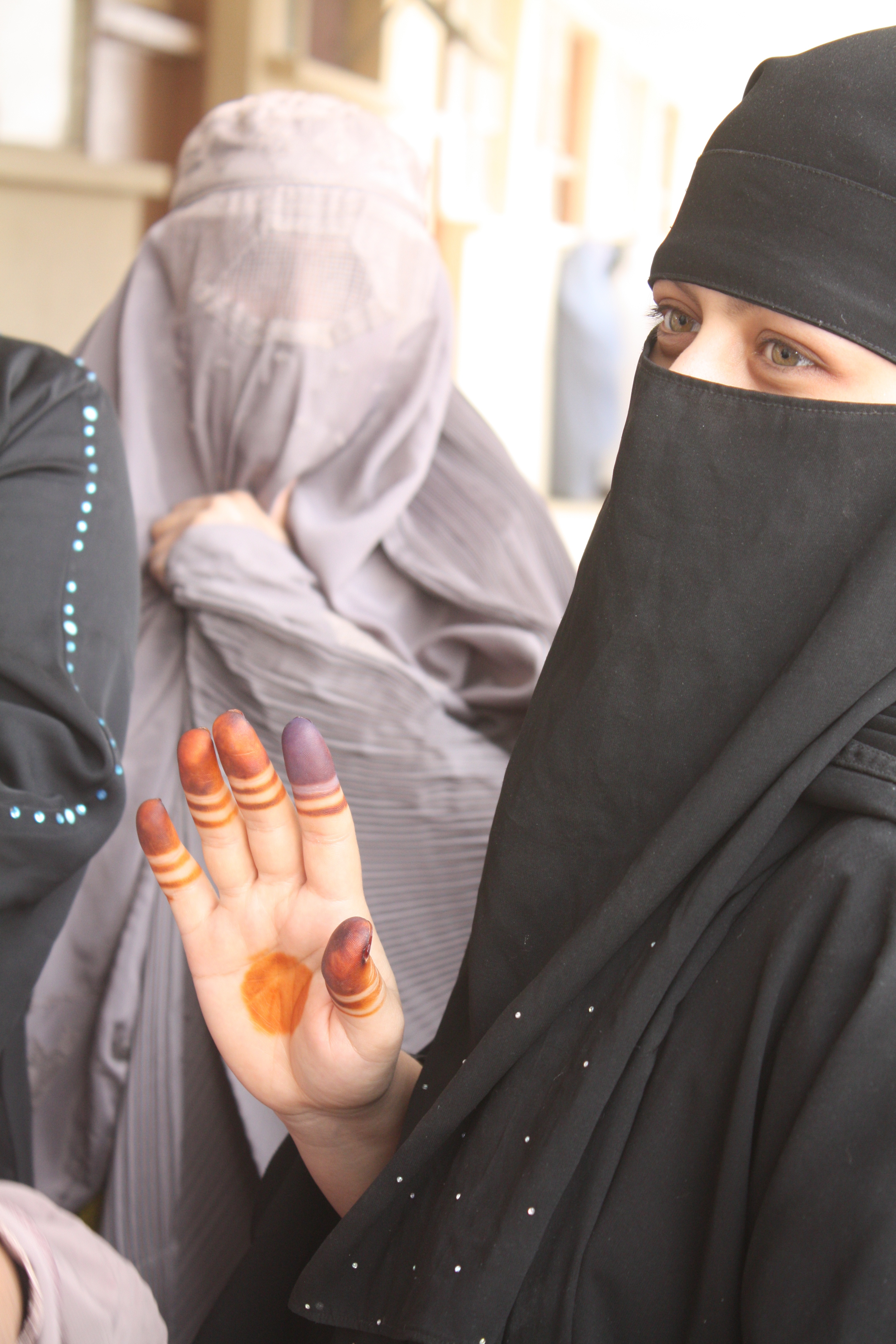
Mujeres afganas con burka (izquierda) y el niqab (a la derecha)

Como prohibición del velo (en los medios de comunicación de masas y coloquialmente, en su mayoría la "prohibición del burka") se entienden las normas adoptadas en algunos estados respecto del uso del mismo en lugares públicos. El debate político está referido a la motivación religiosa de llevar velo integral como el nicab o el burka. Las prohibiciones varían; pero, en general, van en contra del ocultamiento del rostro en determinados lugares públicos.

## La situación legal

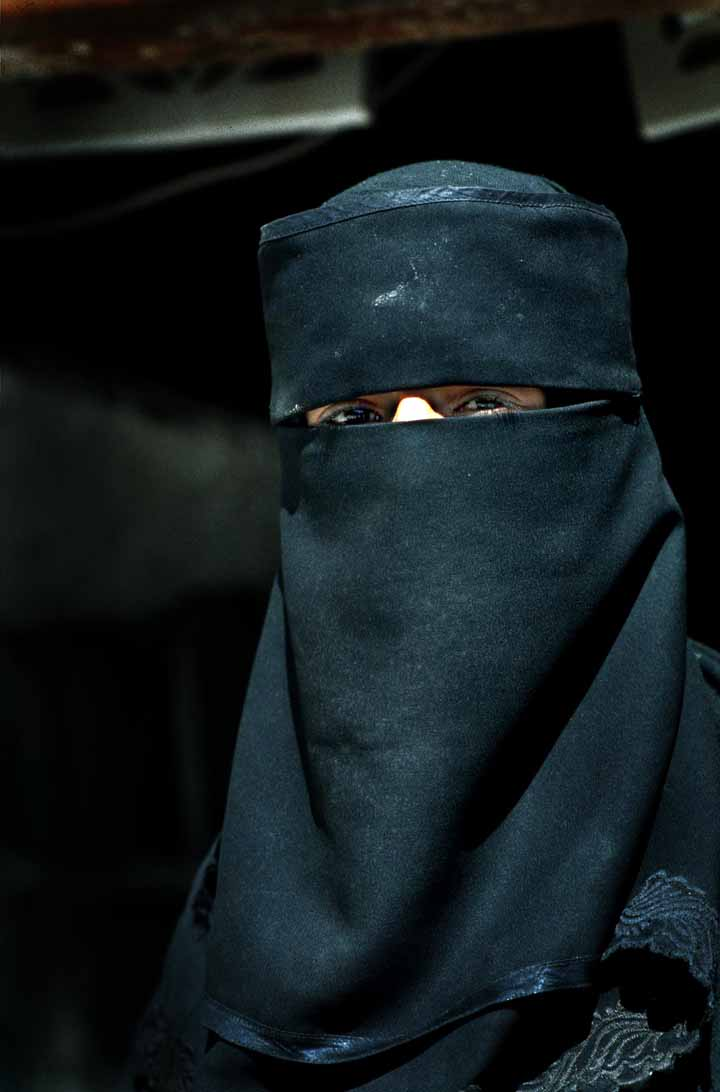
Mujer musulmana en Yemen.

El primer país de la Unión Europea que aprobó una ley anti-velo fue Bélgica en abril de 2010. En el Senado español se aprobó una moción a favor de la prohibición en junio de ese año, pero el Congreso de los Diputados votó por mayoría en contra de la prohibición. Sin embargo, hay normas en contra del velo integral en algunos municipios, como por ejemplo, en Cataluña (aunque sin consecuencias prácticas). A partir de abril de 2011, una ley similar entró en vigor en Francia y a partir de enero de 2012 también en los Países Bajos.
El servicio de estudios del Bundestag publicó un dictamen en 2012 según el cual en Alemania la prohibición sería inconstitucional. En abril de 2014, el Tribunal Administrativo de Baviera decidió en un procedimiento urgente que se prohibía llevar nicab en una escuela. El 1 de julio de 2014, el Tribunal Europeo de Derechos Humanos (TEDH) confirmó la legalidad de la prohibición de llevar velo integral en espacios públicos vigente en Francia.
En Alemania se aplica desde 1985 en los espacios públicos el artículo §17a<meta /> de la ley que regula el derecho de reunión y manifestación con la prohibición de usar máscaras.

## El debate político

Legislaciones antimáscaras durante actos públicos en el mundo (2025)
Prohibición nacional de cubrir el rostro completamente
Prohibiciones locales o regionales de cubrir el rostro completamente
Prohibición de venta y fabricación
Prohibiciones parciales de cubrir el rostro en algunas localidades

Legislaciones antimáscaras durante actos públicos en Europa (2025)
Prohibición nacional de cubrir el rostro completamente
Prohibiciones locales o regionales de cubrir el rostro completamente
Prohibiciones parciales de cubrir el rostro en algunas localidades

### Alemania
En la convención de la Unión Social Cristiana de Baviera (CSU) en noviembre de 2015, los delegados adoptaron una moción para la prohibición del velo. El presidente del FDP (Partido Liberal) Christian Lindner y otro político FDP Alexander Lambsdorff o Wolfgang Kubicki exigieron la restricción del uso del velo en público. Líderes de la Unión Demócrata Cristiana (Alemania) (CDU) como Julia Klöckner demandaron medidas de este tipo en septiembre de 2015 así como Jens Spahn en noviembre de 2014 o los Ministros del Interior de algunos estados federados, como Franz Henkel y también Lorenz Caffier, en su discurso del 11 de agosto del año 2016 en Berlín. Julia Klöckner calificó el velo integral como "exhibicionismo", y fue criticada severamente en su región. Alternativa para Alemania exige en su programa electoral la prohibición por ley del velo. En contra de esta norma, se manifestaron el presidente alemán Joachim Gauck en agosto de 2016, el ministro de Justicia Heiko Maas en diciembre de 2015 y los líderes de la CDU en los estados federados. En agosto de 2016, el presidente regional de Berlín del partido Die Linke, Lederer, llamó a tal prohibición un "freno a la integración". El embajador ante las Naciones Unidas, el teólogo católico alemán Heiner Bielefeldt, señaló que la legislación vigente en Francia desde abril de 2015, "trata a las portadoras del burka como víctimas y alborotadoras al mismo tiempo" y por tanto "es absurda y no tiene sentido". El vicepresidente del estado de Hesse Tarek al Wazir dijo en agosto de 2016, que había que convencer en lugar de amenazar con una ley penal. El ministro del Interior Thomas de Maizière expresó en diciembre de 2015 sus reservas legales respecto a su regulación. La asociación comercial de Baviera dijo que la calificación de Julia Klöckner era una torpe exageración. El presidente del Consejo Central de los Musulmanes, Mazyek, hablaba en octubre de 2015, de una "burkarización" de la política alemana. En Alemania prácticamente no hay mujeres que lleven velo integral. El ministro del Interior de Baden-Württemberg, señor Strobl ,mantiene que la prohibición del burka o el niqab no es posible desde un punto de vista constitucional. Además añade que no hay en las regiones o el país en su conjunto una mayoría a favor de dicha prohibición. En agosto de 2016, los grupos parlamentarios de Alternativa para Alemania introducen en los parlamentos de los estados federados de Sajonia, de Turingia, Sajonia-Anhalt, Baden-Württemberg, y Brandeburgo reformas de leyes de ámbito local para prohibir el velo integral.

### Francia
Un comité creado en el parlamento francés se ocupó a partir de junio de 2009, de la normativa "anti-velo". En sus conclusiones oficiales, de 26 de enero de 2010, se estableció que aproximadamente 1900 mujeres llevaban el rostro cubierto por toda Francia en lugares públicos y que eso contraviene los valores de la República como un Estado laico, con los principios de igualdad de género y la ausencia de imposición religiosa. La Comisión propuso un enfoque en tres partes: basado en la educación y protección de las mujeres y la regulación de las prohibiciones. El comité de derechos humanos (Commission nationale consultative des droits de l’homme), reaccionó en enero de 2010, en contra de la prohibición. El mayo de 2010, la Asamblea nacional de Francia aprobó por unanimidad una resolución en la que se dice que "las prácticas radicales que socavan la dignidad e igualdad entre hombres y mujeres son incompatibles con los valores de la República", y establece las medidas que deberán aplicarse, para garantizar la protección efectiva de las mujeres de cualquier presión o coacción, especialmente en aquellas que son obligadas a llevar velo integral.
A continuación el gobierno francés, promovió en mayo de 2010 un proyecto de ley sobre la prohibición de llevar el rostro cubierto en público en la Asamblea Nacional de Francia, que fue aprobado por el Comité de los Derechos de la Mujer y de la Comisión de Asuntos Jurídicos el 23 de octubre. La ley fue aprobada el 13 de julio de 2010 por la Asamblea Nacional por 335 votos a favor, una abstención y tres votos en contra. El Senado la confirmó por unanimidad y una sola abstención el 14 de septiembre. El Tribunal Constitucional ratificó la constitucionalidad de la ley el 7 de octubre, por lo que fue publicada el 11 de octubre de 2010 como la ley 2010-1192 entrando en vigor el 11 de abril de 2011.

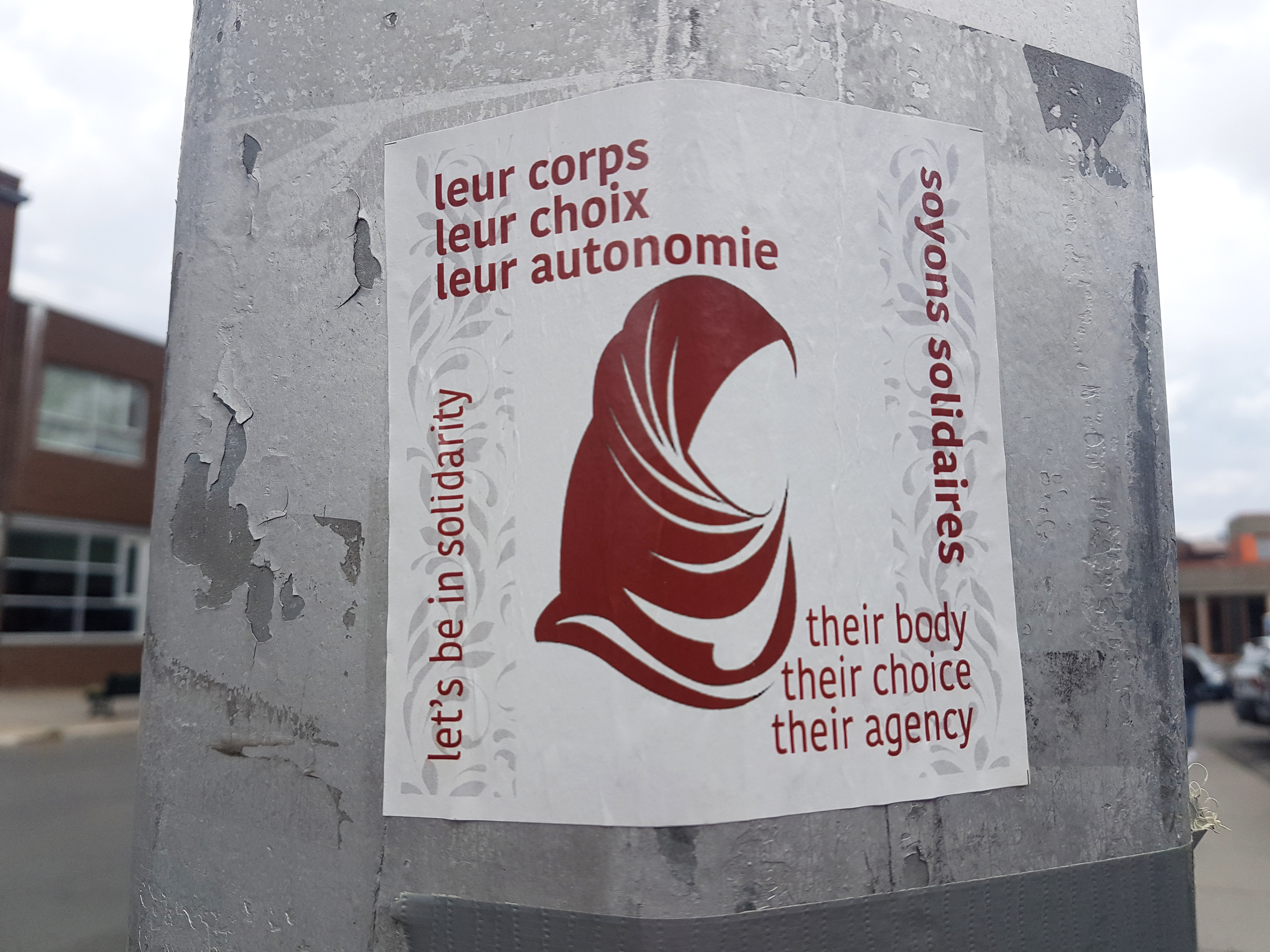
Propaganda a favor de la libertad de uso del velo en Quebec (Canadá)

Además, en el artículo 225-4-10 del código penal francés se establece una pena de un año de prisión o una multa de 30 000 euros, en el supuesto de que el velo integral se lleve como consecuencia de coacciones o amenazas.
El 12 de mayo de 2011, una sunita de nacionalidad francesa nacida en Pakistán en 1990, presentó una demanda contra la prohibición en la Corte Europea de Derechos Humanos. Argumentó que la prohibición implica un trato degradante, es discriminatoria y vulnera, entre otras cosas, su derecho a la libertad de asociación, de culto y de expresión. Con 15 votos a favor y 2 en contra, el Tribunal declaró el 1 de julio de 2014, que la legislación francesa no viola la Convención Europea de Derechos Humanos. Las juezas Helena Jäderblom y Angelika Nußberger expresaron su desacuerdo en la propia sentencia.
La ciudad de Cannes añadió a la prohibición del velo aplicada en toda Francia la de llevar burkini en la playa en agosto de 2016. No se trataba de prohibir el uso de símbolos religiosos en la playa, pero sí la ropa llamativa que sugiere una pertenencia a movimientos terroristas que pueden incitar a la violencia". Laurence Rossignol, ministra de Familia, Infancia y Derechos de la Mujer en el segundo gobierno de Manuel Valls, habló del burkini como algo "arcaico" y recomendó su "erradicación sin doble intención". A mediados de agosto de 2016, las ciudades de Sisco, Leucante, Oye-Plage y Le Touquet-Paris-Plage prohibieron a las mujeres usar trajes de baño completos mientras nadaban en el mar. Esta prohibición del burkini fue declarada nula por el más alto tribunal administrativo francés. Entre los motivos se establece que la prohibición constituye una infracción grave e ilegal de los derechos fundamentales. La incertidumbre en el país después de los recientes ataques terroristas no es suficiente para justificar semejantes ordenanzas municipales.

### Austria
Después de la Sentencia del TEDH de uno de julio de 2014, en Austria se puso en marcha el debate político entre los que estaban a favor y en contra. El Partido de la Libertad de Austria impulsó, siguiendo el ejemplo de Francia, la introducción de la prohibición de ocultar el rostro en lugares públicos. Fue rechazado en el pleno del Consejo Nacional de Austria.

### Suiza
En Suiza, la Unión Democrática de Centro pidió en 2010 una ley para prohibir el velo integral.
El Cantón del Tesino votó en referéndum el 22 de septiembre de 2013. El resultado fue de 63 494 votos afirmativos y 32 377 en contra por la prohibición de ocultamiento del rostro. En consecuencia, se convirtió en el artículo 9 bis, de la Constitución Cantonal del Tesino.
El apartado 3 de la ley orgánica fue aprobada por el parlamento cantonal el 18. noviembre de 2015, entrando en vigor el 1 de julio de 2016. Después de su publicación en el boletín oficial a principios de agosto de 2016, la mayoría de las mujeres se quitaron el velo cuando se les informó de la prohibición.
El 27 de septiembre de 2016 y por iniciativa de Walter Wobmann (UDC) el Consejo Nacional de Suiza estableció con 88 votos a favor y 87 en contra , que la prohibición vigente en el Cantón del Tesino se extendiera a toda Suiza mediante reforma en la Constitución Federal de Suiza para su consolidación.

### Luxemburgo
En 2018, Luxemburgo aprobó una ley que prohibía el velo integral.

### Senegal
Para prevenir posibles ataques suicidas (desde noviembre de 2015), el gobierno de Senegal quiso prohibir los velos integrales después de que en varios casos los atacantes suicidas usaran el burka como disfraz. Como, por ejemplo, en el norte de Camerún, donde dos hombres con burka mataron a 14 personas.
El ministro del Interior del Senegal Abdoulaye Diallo, creyente musulmán, dijo que el velo integral no era una cuestión religiosa y que no pertenecía a su cultura.
Pero hasta el momento no se ha decidido nada.

## Literatura
- Aisha Chauki: Das „Kopftuch“ - Unterdrückung oder Freiheit? Über den Ḥiǧāb und die Bekleidung der muslimischen Frau, IB, Düsseldorf 2011, ISBN 978-3-941111-19-6-